# Rhinolophus luctus
Rhinolophus luctus — вид рукокрилих родини Підковикові (Rhinolophidae).

## Поширення
Країни проживання: Бангладеш, Камбоджа, Китай, Індія, Індонезія (Балі, Ява, Калімантан, Суматра), Лаос, Малайзія (півострівна Малайзія, Сабах, Саравак), М'янма, Непал, Сінгапур, Таїланд, В'єтнам. Був записаний від рівня моря до висоти 1600 м над рівнем моря. Є мешканцем лісу, лаштує сідала поодинці або парами, в малих і великих печерах, скельних виходах, під нависаючими карнизами, у великих порожнистих деревах. Літає низько над землею і живиться жорсткокрилими, термітами та іншими комахами.

## Загрози та охорона
Загалом, немає серйозних загроз для даного виду. Присутній у багатьох охоронних територіях.